# Fajr-Sepasi Chiraz
Maillots
Dernière mise à jour : 22 août 2024.
Le Fajr Shahid Sepasi Chiraz Football Club (en persan : باشگاه فوتبال فجر شهید سپاسی شیراز), plus couramment abrégé en Fajr-Sepasi Chiraz, est un club iranien de football fondé en 1988 et basé dans la ville de Chiraz.

## Histoire
Le Fajr-Sepasi Chiraz évolue pendant neuf saisons consécutives en première division, entre 2001 et 2010.
Il réalise sa meilleure performance en première division lors de la saison 2002-2003, où il se classe quatrième du championnat, avec onze victoires, neuf nuls et six défaites.

## Palmarès
| Compétitions nationales |
| --- |
| - Championnat d'Iran D2 (1) : - Champion : 1996-97. - Vice-champion : 2010-11. - Coupe d'Iran (1) : - Vainqueur : 2000-01. - Finaliste : 2001-02 et 2002-03. |

## Personnalités du club

### Présidents
- Jafar Jafari

### Entraîneurs
| - Mansour Pourheidari (1996 - 1998) - Mahmoud Yavari (1998 - 1999) - Gholam Hossein Peyrovani (1999 - 2009) - Davoud Mahabadi (2009 - 2010) - Mohammad Ahmadzadeh (2010) - Ali Kalantari (1er septembre 2010 - 30 novembre 2011) |  | - Mahmoud Yavari (27 novembre 2011 - 31 mai 2013) - Gholam Hossein Peyrovani (1er juin 2013 - 7 septembre 2013) - Mahmoud Yavari (15 septembre 2013 - 28 juin 2014) - Ali Kalantari (10 août 2014 - 1er juillet 2018) - Majid Saleh (18 juillet 2018 - ) |